# Католицька церква в Естонії
Като́лицька це́рква в Есто́нії — друга християнська конфесія Естонії. Складова всесвітньої Католицької церкви, яку очолює на Землі римський папа. Керується конференцією єпископів. Станом на 2004 рік у країні нараховувалося близько 5000 католиків (0,36% від усього населення). Існувало 1 діоцезій, які об'єднували 6 церковних парафій.  Кількість  священиків — 14 (з них представники секулярного духовенства — 9, члени чернечих організацій — 5), постійних дияконів — 0, монахів — 5, монахинь — 21.

## Історія
На початку XIII століття Естонія була завойована німецьким тевтонським орденом і силою була охрещена. Деякі археологічні свідчення припускають, що християнство певною мірою було поширене й до завоювання Естонії. Судячи з археологічних знахідок, як-от хрести і металеві обкладинки книг, деякі регіони Естонії вже були сповідниками християнства.
Повністю Естонія була завойована до 1227 року й до середини XVI століття, була поділена між католицькими феодалами.
Упродовж Лівонської війни середьовічна Естонія була завойована Швецією, яка спочатку окупувала північну Естонію, а згодом і південну її частину. Шведське правління, яке тривало з 1561 по 1710, заборонило римо-католицьку церкву, віддавши перевагу лютеранській церкві.
У Великій Північній війні Швеція втратила територію Естонії, яку захопила Російська Імперія (1710—1918). Російський цар гарантував забезпечення широких привілейованих прав жителям балтійсько-німецької спільноти Естонії, в тому числі, і свободу віросповідання. Протягом XVIII століття, польські, а згодом і литовські іммігранти почали використовувавати ці права, які початково забезпечували збереження лютеранства в Естонії. Перші католицькі меси були проведені 18 січня 1786 після майже століття їхньої заборони. Католицизм почав своє відновлення в Естонії. 26 грудня 1845, нова католицька церква була освячена в місті Таллінн, а згодом і ще одна у місті Тарту в 1899
У 1918, після отримання Естонією незалежності, громадяни Естонії мали повну свободу віросповідань. Святий престол визнав Естонію 10 жовтня 1921. В 1931 Едуард Профіттліч став апостольським адміністратором римо-католицької церкви в Естонії. У 1936 він був висвячений на першого естонського єпископа. На початок Другої світової війни в Естонії було близько 5 000 католиків (2 333 у Талліні, 1 073 у Тарту, прибл. 600 в Нарві, прибл. 800 в Валзі). У 1939 Рядянський Союз захопив Естонію. Радянська влада заарештувала єпископа Профіттліча, який згодом помер у радянській тюрмі в 1942 році. Протягом радянської окупації, лише 2 католицькі церкви функціонували; решта були зачинені. Після розвалу Радянського Союзу, Естонія відновила свою незалежність і знову була визнана Святим Престолом 28 серпня 1991 року. Перший візит Папи Римського до Естонії відбувася у вересні 1993 року (Іван Павло II).

## Сучасний стан католицизму в Естонії
Кількість прихильників католицизму в Естонії сьогодні невелика, приблизно 6000 послідовників. Більшість із них живуть у великих містах як-от, Таллінн, Тарту і Нарва. Також певна кількість католиків проживають на півдні регіону Валга, оскільки той перебував короткий відрізок часу під польською владою. Естонія представляє собою одну апостольську адміністрацію, без поділу на єпархії. З 2005 року, головою апостольської адміністрації в Таллінні є єпископ Філіп Жан-Шарль Джордан (Philippe Jean-Charles Jourdan).